# Kan man älska nå'n på avstånd?
Kan man älska nå'n på avstånd?, skriven av Karin Hemmingsson och Tommy Andersson, är en sång som det svenska dansbandet Vikingarna spelade in på sitt album Kramgoa låtar 1998 nämnda år. Den spelades första gången in i Ragnar Dahlbergs TV-program På turné den 1 juli 1998. Vikingarna framförde även sången i TV-programmet Bingolotto den 24 oktober samma år.
Sångtexten ställer sig frågan om man kan älska någon långt bortifrån, fastän det tar flera timmar att åka bil mellan dessa två orter.

## Listplaceringar
"Kan man älska nå'n på avstånd?" placerade sig som bäst på 35:e plats på den svenska singellistan. Melodin låg på Svensktoppen 1998–1999, varav 25 veckor i rad på förstaplatsen. Den 8 augusti 1998 gick sången, som nykomling, direkt högst upp i topp.. Den 30 januari 1999 blev sången nedpetad till andraplatsen. Den 24 april 1999 blev sången utslagen.

## Andra inspelningar
- Vikingarna spelade även in sången med tysk text. Då heter den "Kuschel dich in meine Arme" och är titelspår på Kuschel dich in meine Arme.
- I Så mycket bättre 2018 framfördes låten av Albin Lee Meldau, till gitarrackompanjemang av artisten själv.[5]

## Listplaceringar

### Vikingarna
| Lista (1998) | Listplacering |
| ------------ | ------------- |
| Sverige      | 35            |

### Albin Lee Meldau
| Lista (2018) | Listplacering |
| ------------ | ------------- |
| Sverige      | 86            |